# فرودگاه بین‌المللی شنلت
فرودگاه بین‌المللی شنلت (به انگلیسی: Chennault International Airport) یک فرودگاه همگانی بهره‌برداری هوایی با کد یاتا CWF است که یک باند فرود بتن دارد و طول باند آن ۳۲۶۲ متر است. این فرودگاه در کشور ایالات متحده آمریکا قرار دارد و در ارتفاع ۵ متری از سطح دریا واقع شده‌است.